# Nagana (film, 1933)

Nagana est un film dramatique américain de 1933 réalisé par Ernst L. Frank et écrit par Don Ryan et Dale Van Every. Le film est sorti le 1er février 1933, chez Universal Pictures,,.

## Fiche technique
- Réalisateur : Ernst L. Frank
- Scénario :  Don Ryan et Dale Van Every
- Photographie : George Robinson
- Montage : Robert Carlisle
- Société de production :  Universal Pictures
- Pays :  États-Unis
- Langue d'origine : anglais
- Format : Noir et blanc - 1,37:1 - 35 mm - Son mono (Western Electric Noiseless Recording)
- Genre : Drame
- Durée : 62 minutes
- Date de sortie : 
  - USA : 1er février 1933

## Distribution
- Tala Birell (VF : Michèle Alfa) : Comtesse Sandra Lubeska
- Melvyn Douglas (VF : André Norévo) : Dr Walter Tradnor
- Miki Morita (VF : Gulven) : Dr Kabayochi
- Onslow Stevens : Dr Roy Stark
- Everett Brown : Nogu
- Billy McClain : Le Roi
- William R. Dunn : Mukovo
- Frank Lackteen : Marchand d'ivoire
- Noble Johnson : Chef Batelier